# Transparency (film)
Pour les articles homonymes, voir Transparency.
Pour plus de détails, voir Fiche technique et Distribution.
Transparency est un film canadien écrit et réalisé par Raul Inglis, sorti en 2010.

## Synopsis
Après un grave événement, David se sépare de sa femme et trouve un emploi comme agent de sécurité. Son nouvel emploi le conduira au mettre à jour un réseau de prostitution.

## Fiche technique
- Titre original : Transparency
- Titre alternatif : Takedown
- Titre français : Transparency
- Réalisation : Raul Inglis
- Scénario : Raul Inglis
- Direction artistique : Michael C. Blundell
- Costumes : Stephanie Nolin
- Montage : Richard Martin
- Budget : 2 millions de dollarsUS[1]
- Pays d’origine :  Canada
- Langue originale : anglais
- Durée : 96 minutes
- Dates de sortie :
  -  États-Unis : 16 avril 2010 (Festival international du film de Dallas)

## Distribution
- Lou Diamond Phillips : David
- Estella Warren : Monika
- Deborah Kara Unger : Danielle
- Aaron Pearl : Reg
- Jordana Largy : Sam
- Kendall Cross : Billie
- Michael Kopsa : Dale
- Dariya Parakhnevych : Vika
- Vitaly Kravchenko : Pavel
- Emma Lahana : Alex